# 下寺尾官衙遺跡群

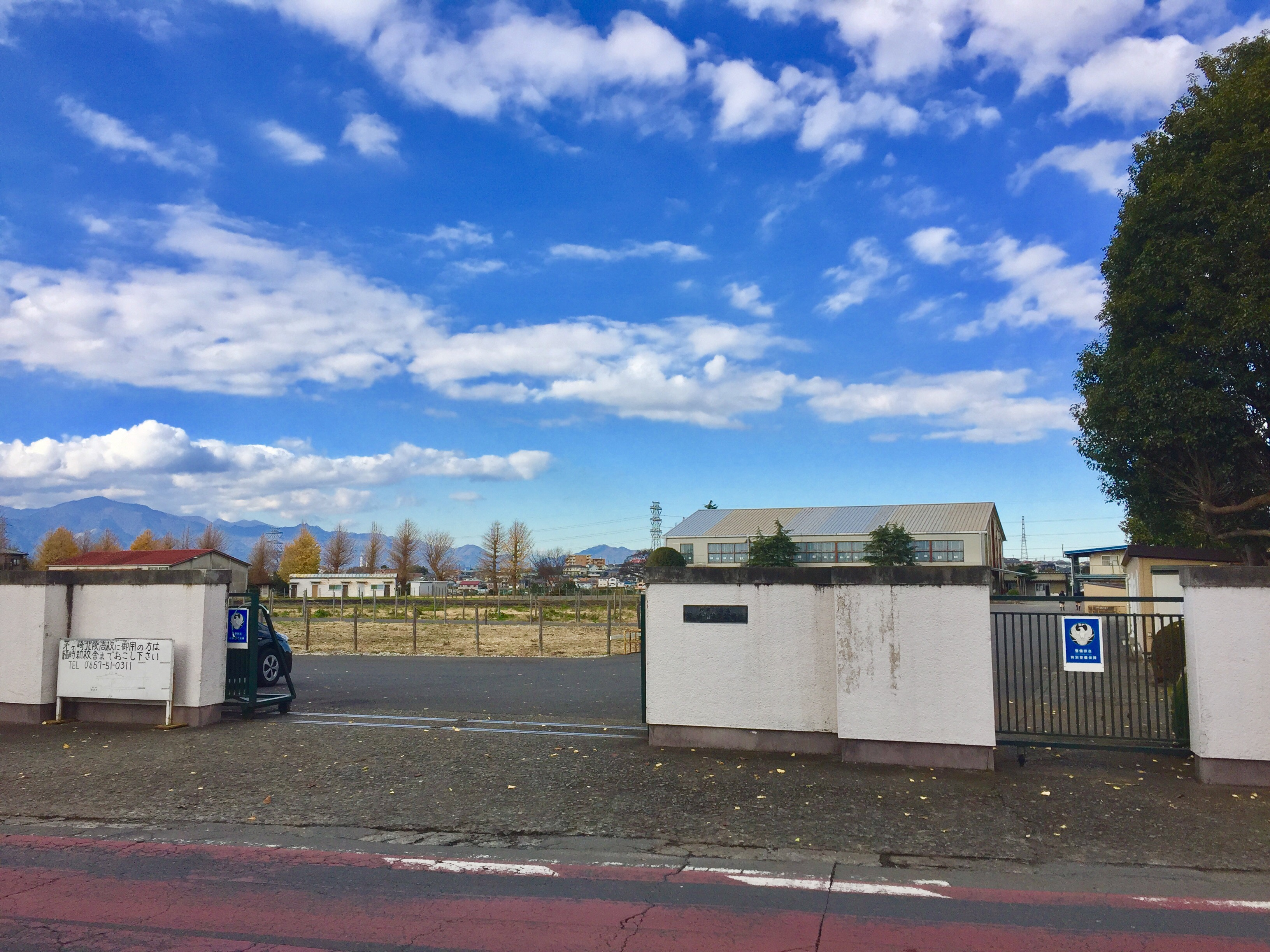
遺跡中枢部の遺構が埋没している茅ケ崎北陵高校の旧校舎敷地（グランド、体育館、テニスコート、武道場）2016年12月15日撮影

下寺尾官衙遺跡群（しもてらおかんがいせきぐん）は、神奈川県茅ヶ崎市下寺尾にある古代官衙の遺跡群。国の史跡に指定されている。

## 概要
小出川を望む標高約13メートルの相模原台地頂部に立地する相模国高座郡の郡衙と考えられる西方遺跡と、台地の南裾に位置する郡寺と考えられる下寺尾廃寺跡（七堂伽藍跡）からなる。
遺跡の西側を流れる小出川の改修工事では、河川改修に伴う発掘調査で8世紀後半から9世紀前半にかけて機能した船着き場と祭祀場が検出され、下寺尾廃寺跡の南東でも祭祀場が検出されているなど、高座郡家に関連する施設が、相模原台地を中心とする比較的狭い範囲に集中していることが確認されている。
西方遺跡は、2002年（平成14年）に財団法人かながわ考古学財団が行った神奈川県立茅ケ崎北陵高等学校グランドの発掘調査で郡庁跡と正倉跡と考えられる複数の掘立柱建物と竪穴建物が検出されたことにより存在が明らかになった。当初は開発目的の事前調査として開始されたが、遺構の重要性に鑑み、現状保存されることになった。
検出された古代の遺構は竪穴建物36棟、掘立柱建物19棟、柵4列などで、7世紀後半に調査地北側に8棟の竪穴建物が造られている。これらは、官衙造営集落である可能性が指摘される。郡庁は調査地南部で検出されており、2期の変遷が確認された。当初の郡庁は、桁行5間以上、梁行1間以上の四面廂付と考えられる正殿と、桁行6間以上、梁行2間の東脇殿と、桁行8間以上、梁行2間の後殿などからなる。いずれも掘立柱建物であり、時期は7世紀末から8世紀前半と考えられる。
8世紀中頃には東脇殿と後殿が撤去され、掘立柱塀により郡庁域を方形に区画するようになる。正殿もその頃に建て替えられるとともに、正殿北東に性格不明の二間四方の掘立柱建物が建てられる。これらの建物は9世紀前半頃に廃絶したと推定されている。
正倉は郡庁後殿から約100メートルの空閑地を挟み、相模原台地の北縁に沿って4棟検出されている。全体が確認された3棟の建物は、いずれも3間四方の掘立柱の総柱建物であり、これらの建物は主軸がそろい、その南側には桁行12間以上、梁行2間の掘立柱建物が検出されている。郡庁の成立からさほど時間を置かずに建てられたと考えられるが、建て替えは認められず、8世紀中頃の竪穴建物により一部が破壊されていることから、この頃には正倉が他の場所に移されたと考えられる。郡庁と正倉の間の空閑地には、8世紀中頃に厨あるいは館の可能性が指摘されている掘立柱建物が5棟造られる。これらの建物群はロの字形に配置されており、少なくとも1回の建て替えが認められる。
また、茅ヶ崎市教育委員会が実施した範囲を確認する発掘調査では、官衙域の東と西を画する溝が検出されている。これによると、官衙域は東西約270メートルに復元できる。
下寺尾廃寺跡は、郡庁の南西約170メートルの砂丘上に位置する。この寺の存在は1941年（昭和16年）頃には既に知られていたようで、1957年（昭和32年）には地元の有志により「七堂伽藍跡」という石碑が建てられた。保存に向けての発掘調査は2000年（平成12年）度から茅ヶ崎市教育委員会により開始され、掘立柱塀による方形の区画の東側北寄りに金堂、西側の中央付近に講堂と考えられる建物を置く伽藍であることが判明した。掘立柱塀による区画は、8世紀中頃以降に溝に変更されている。創建時期は7世紀後半に遡る可能性が示されており、8世紀前半には伽藍が完成したとみられている。金堂は大規模な掘込地業を伴う基壇建物であり、8世紀中頃に再建され、9世紀後半に廃絶したと考えられる。講堂と考えられる建物は桁行7間、梁行3間の身舎に四面廂が付く大型掘立柱建物で、8世紀前半に創建され、中頃に礎石建ち建物に改変された可能性が指摘されている。金堂と同様、9世紀後半に廃絶したと考えられるが、10世紀中頃にこの場所に礎石建ちの仏堂が建てられている。
出土した軒瓦には相模国分寺や国府域から出土するものと同笵のものがあり、国衙工房により造営にあたって援助が行われた可能性がある。また、銅匙や銅製懸仏、経軸端金具、二彩陶器香炉などの仏教関係遺物の出土も豊富である。
下寺尾官衙遺跡群は郡庁、正倉、郡寺、津、祭祀場といった郡家を構成する諸施設が比較的狭い範囲に密集していることに特徴がある。また官衙遺跡群の全体像が把握できるとともに、その成立から廃絶に至るまでの過程が確認できる希有な遺跡群である。さらに、小出川を利用した水運との関係が指摘されるなど地方官衙の立地を知る上でも重要である。

## 史跡指定
2015年（平成27年）3月10日に国の史跡に指定された。相模線沿線に所在しており、大きな看板が取り付けられている。茅ヶ崎市は、保存活用計画を策定し、2018年（平成30年）から約20年程度をかけて公有化していく方針を示した。史跡指定地内には、神奈川県立茅ケ崎北陵高等学校の敷地があり、現在仮校舎に移転している。2019年（平成31年）には指定範囲を拡大し、4810.50平方メートルが追加指定された。
なお、同じエリアにある弥生時代中期後半の環濠集落である下寺尾西方遺跡が別件として2019年（平成31年）3月に国の史跡となった。